# Nicky, Ricky, Dicky og Dawn
Nicky, Ricky, Dicky & Dawn (på engelsk: Nicky, Ricky, Dicky & Dawn) er en amerikansk animationsserie skabt af Matt Fleckenstein. Serien blev sendt i fire sæsoner mellem 2014 og 2018 på Nickelodeon.
I Danmark har serien været sendt på og den danske udgave af Nickelodeon.

## Danske Stemmer
- Albert Rudbeck Lindhardt
- Allan Hyde
- Amelina Svenstrup
- Andrea Chacon Hansen
- Anne Marie Helger
- Annevig Schelde Ebbe
- Annika Jo Østerlund-Hansen
- Bellis Bruun-Gazelle
- Benjamin Kitter
- Camilla Bendix
- Carl-Emil Lohmann
- Caspar Phillipson
- Christian Damsgaard
- Christian William Wahl Valbro
- Clara Oxholm
- Daniel Vognstrup Jørgensen
- Ditte Ylva Olsen
- Elias Strube
- Emil Lindhof Vindeby
- Erik Norved Dueholm
- Estrid Ebba Böttiger
- Eva Paludan
- Filippa Elver Hinze
- Frederik Rose
- Fredrik Keller
- Helena Keller
- Iris Mealor Olsen
- Irmelin Vang Sønderhousen
- Jakob Fals Nygaard
- Jette Sievertsen
- Johannes Lassen
- Jon Lange
- Jonathan Fabricius Ravat
- Julian K.E. Baltzer
- Julie Lund
- Karoline Munksnæs Hansen
- Laura Wendel Thygesen
- Laurids Skovgaard Andersen
- Linda Elvira Magnussen
- Liva Elvira Magnussen
- Lui  Trampedach Mortensen
- Lærke Winther
- Mads Knarreborg
- Mads Norved Dueholm
- Magnus Sterling Borchert
- Malene Tabart
- Malte Milner Find
- Marie Dietz
- Mathias Hartmann Niclasen
- Mette Marckmann
- Mia Aunbirk
- Michael Elo
- Michelle Bjørn-Andersen
- Mira Andrea Balloli
- Morten Lützhøft
- Nickolas Due Feit
- Niclas Mortensen
- Ole Boisen
- Olivia Chanel Nielsen
- Oscar Dietz
- Pauline Rehné
- Peter Aude
- Peter Secher Schmidt
- Peter Zhelder
- Rasmus Hammerich
- Rasmus Krogsgaard
- Rigmor Albeck Ranthe
- Rose-Maria Kjær Westermann
- Samuel Glem Zeuthen
- Sara Poulsen
- Sidsel Agensø
- Signe Staugaard Koch
- Signe Vaupel
- Silas Victor Phillipson
- Simon Nøiers
- Simon Stenspil
- Sonny Lahey
- Sune Hundborg
- Sylvester Pallesen
- Torbjørn Hummel
- Trine Glud
- Troells Walther Toya
- Vibeke Dueholm
- Vibeke Hastrup
- Vitus Magnussen